# Lý Sơn
Lý Sơn ist ein Bezirk in der vietnamesischen Provinz Quảng Ngãi.
Lý Sơn besteht aus den Inseln Lớn, Bé und Mù Cu, die ungefähr 30 km vor dem Festland im Südchinesischen Meer liegen; ihre Fläche beträgt zusammen beinahe 10 km².
Insgesamt wohnen ungefähr 20.000 Menschen auf den Inseln, die von Fischfang, Meeresfrüchten und Knoblauchanbau leben. Die Inseln werden auch „Vương quốc tỏi“ (Königreich des Knoblauch) genannt.
Die Inseln sind vulkanischen Ursprungs, der Vulkanismus ist auch heute noch aktiv.
Auf der Insel Đảo Lớn gibt es zwei Dörfer, An Hải und An Vĩnh, auf der nördlich davon gelegenen Insel Đảo Bé liegt das Dorf An Bình. Đảo Mù ist unbewohnt.
In einer Höhle am Meer findet sich der Tempel „Chùa Hang“ (Hang-Pagode).